# George Tchobanoglous
George Tchobanoglous és un enginyer civil i ambiental, escriptor i professor estatunidenc. Va néixer als Estats Units, fill d'immigrants grecs. És doctor en enginyeria ambiental per la Universitat Stanford i professor emèrit del departament d'enginyeria civil i ambiental de la Universitat de Califòrnia, Davis, on va exercir de docent durant 35 anys, començant l'any 1970.
Les seves principals línies de recerca són el tractament d'aigües residuals, la reutilització de l'aigua i la gestió de residus.
És autor o coautor de més de 375 publicacions, entre els quals es destaquen catorze llibres de text i cinc llibres de referència. Els seus llibres es fan servir a centenars d'institucions educatives als Estats Units.